# 400 mètres nage libre masculin aux Jeux olympiques d'été de 2024
Cet article traite de l'épreuve masculine. Pour la compétition féminine, voir 400 mètres nage libre féminin aux Jeux olympiques d'été de 2024.
Navigation
Tokyo 2020 Los Angeles 2028
Le 400 mètres nage libre masculin est une épreuve de natation des Jeux olympiques d'été de 2024 qui a lieu le 27 juillet 2024 à la Paris La Défense Arena. 

## Médaillés
| Or                  | Or            | Argent                  | Argent        | Bronze            | Bronze        |
| Lukas Märtens (GER) | 3 min 41 s 78 | Elijah Winnington (AUS) | 3 min 42 s 21 | Kim Woo-min (KOR) | 3 min 42 s 50 |

## Records
Avant cette compétition, les records dans cette discipline étaient :
| Record du monde  | 3:40.07 | Paul Biedermann | 26 juillet 2009 | Rome, Italie             |
| Record olympique | 3:40.14 | Sun Yang (CHN)  | 28 juillet 2012 | Londres, Grande-Bretagne |

## Calendrier
| Date              | Horaire | Manche |
| ----------------- | ------- | ------ |
| Samedi 27 juillet | 11 h 00 | Séries |
| Samedi 27 juillet | 20 h 30 | Finale |

## Résultats détaillés
Les huit meilleurs temps se qualifient pour la finale (F).
| Rang | Série | Ligne | Athlète            | Pays               | Temps   | Remarque |
| ---- | ----- | ----- | ------------------ | ------------------ | ------- | -------- |
| 1    | 5     | 4     | Lukas Märtens      | Allemagne          | 3:44.13 | F        |
| 2    | 4     | 3     | Guilherme Costa    | Brésil             | 3:44.23 | F        |
| 3    | 3     | 3     | Fei Liwei          | Chine              | 3:44.60 | F        |
| 4    | 5     | 5     | Elijah Winnington  | Australie          | 3:44.87 | F        |
| 5    | 4     | 4     | Samuel Short       | Australie          | 3:44.88 | F        |
| 6    | 4     | 1     | Aaron Shackell     | États-Unis         | 3:45.45 | F        |
| 7    | 4     | 5     | Kim Woo-min        | Corée du Sud       | 3:45.52 | F        |
| 8    | 5     | 3     | Oliver Klemet      | Allemagne          | 3:45.75 | F        |
| 9    | 3     | 5     | Ahmed Jaouadi      | Tunisie            | 3:46.19 |          |
| 10   | 4     | 7     | Danas Rapšys       | Lituanie           | 3:46.27 |          |
| 11   | 4     | 8     | Kieran Smith       | États-Unis         | 3:46.47 |          |
| 12   | 5     | 1     | Zhang Zhanshuo     | Chine              | 3:46.76 |          |
| 12   | 4     | 2     | Lucas Henveaux     | Belgique           | 3:46.76 |          |
| 14   | 3     | 8     | Zalán Sárkány      | Hongrie            | 3:47.33 |          |
| 15   | 3     | 7     | David Aubry        | France             | 3:47.53 |          |
| 16   | 5     | 8     | Kieran Bird        | Grande-Bretagne    | 3:47.54 |          |
| 17   | 5     | 7     | Marco De Tullio    | Italie             | 3:47.90 |          |
| 18   | 3     | 4     | Victor Johansson   | Suède              | 3:47.98 |          |
| 19   | 3     | 1     | Alfonso Mestre     | Venezuela          | 3:48.20 |          |
| 20   | 3     | 6     | Matteo Lamberti    | Italie             | 3:48.38 |          |
| 21   | 5     | 2     | Petar Mitsin       | Bulgarie           | 3:49.30 |          |
| 22   | 2     | 5     | Kregor Zirk        | Estonie            | 3:49.59 |          |
| 23   | 4     | 6     | Antonio Djakovic   | Suisse             | 3:49.77 |          |
| 24   | 5     | 6     | Felix Auböck       | Autriche           | 3:50.50 |          |
| 25   | 2     | 7     | Eduardo Cisternas  | Chili              | 3:51.29 |          |
| 26   | 2     | 3     | Ilia Sibirtsev     | Ouzbékistan        | 3:51.52 |          |
| 27   | 2     | 4     | Khiew Hoe Yean     | Malaisie           | 3:51.66 |          |
| 28   | 3     | 2     | Eduardo Moraes     | Brésil             | 3:51.74 |          |
| 29   | 2     | 2     | Joaquín Vargas     | Pérou              | 3:54.59 |          |
| 30   | 2     | 6     | Jovan Lekić        | Bosnie-Herzégovine | 3:57.90 |          |
| 31   | 2     | 8     | Pavel Alovațki     | Moldavie           | 3:59.77 |          |
| 32   | 2     | 1     | Loris Bianchi      | Saint-Marin        | 4:01.13 |          |
| 33   | 1     | 5     | Ilias el Fallaki   | Maroc              | 4:01.59 |          |
| 34   | 1     | 3     | Raekwon Noel       | Guyana             | 4:02.29 |          |
| 35   | 1     | 6     | Alberto Vega       | Costa Rica         | 4:03.14 |          |
| 36   | 1     | 2     | Ridhwan Abubakar   | Kenya              | 4:05.14 |          |
| 37   | 1     | 4     | Nikola Ǵuretanoviḱ | Macédoine du Nord  | 4:05.38 |          |

| Rang               | Ligne | Athlète           | Pays         | Temps   | Remarque |
| ------------------ | ----- | ----------------- | ------------ | ------- | -------- |
| Médaille d'or      | 4     | Lukas Märtens     | Allemagne    | 3:41.78 |          |
| Médaille d'argent  | 6     | Elijah Winnington | Australie    | 3:42.21 |          |
| Médaille de bronze | 1     | Kim Woo-min       | Corée du Sud | 3:42.50 |          |
| 4                  | 2     | Samuel Short      | Australie    | 3:42.64 |          |
| 5                  | 5     | Guilherme Costa   | Brésil       | 3:42.76 | AM       |
| 6                  | 3     | Fei Liwei         | Chine        | 3:44.24 |          |
| 7                  | 8     | Oliver Klemet     | Allemagne    | 3:46.59 |          |
| 8                  | 7     | Aaron Shackell    | États-Unis   | 3:47.00 |          |